# Rozérieulles
Ne doit pas être confondu avec Rozelieures.
Rozérieulles est une commune française située dans le département de la Moselle, en région Grand Est.

## Géographie
Rozérieulles est un village de 1 300 habitants situé dans le Pays messin. La localité est traversée par les ruisseaux de Montvaux et la Mance.

### Communes limitrophes
| Verneville | Châtel-Saint-Germain | Moulins-lès-metz |
|            | Rozérieulles         | Sainte-Ruffine   |
| Gravelotte |                      | Jussy            |

### Hydrographie
La commune est située dans le bassin versant du Rhin au sein du bassin Rhin-Meuse. Elle est drainée par le ruisseau de Montvaux, le Bord du Rupt, le ruisseau de Lessy et le ruisseau la Mance.
Le ruisseau de Montvaux, d'une longueur totale de 11,2 km, prend sa source dans la commune de Saint-Privat-la-Montagne et se jette  dans le Fossé des Vieilles Eaux à Moulins-lès-Metz, après avoir traversé six communes.

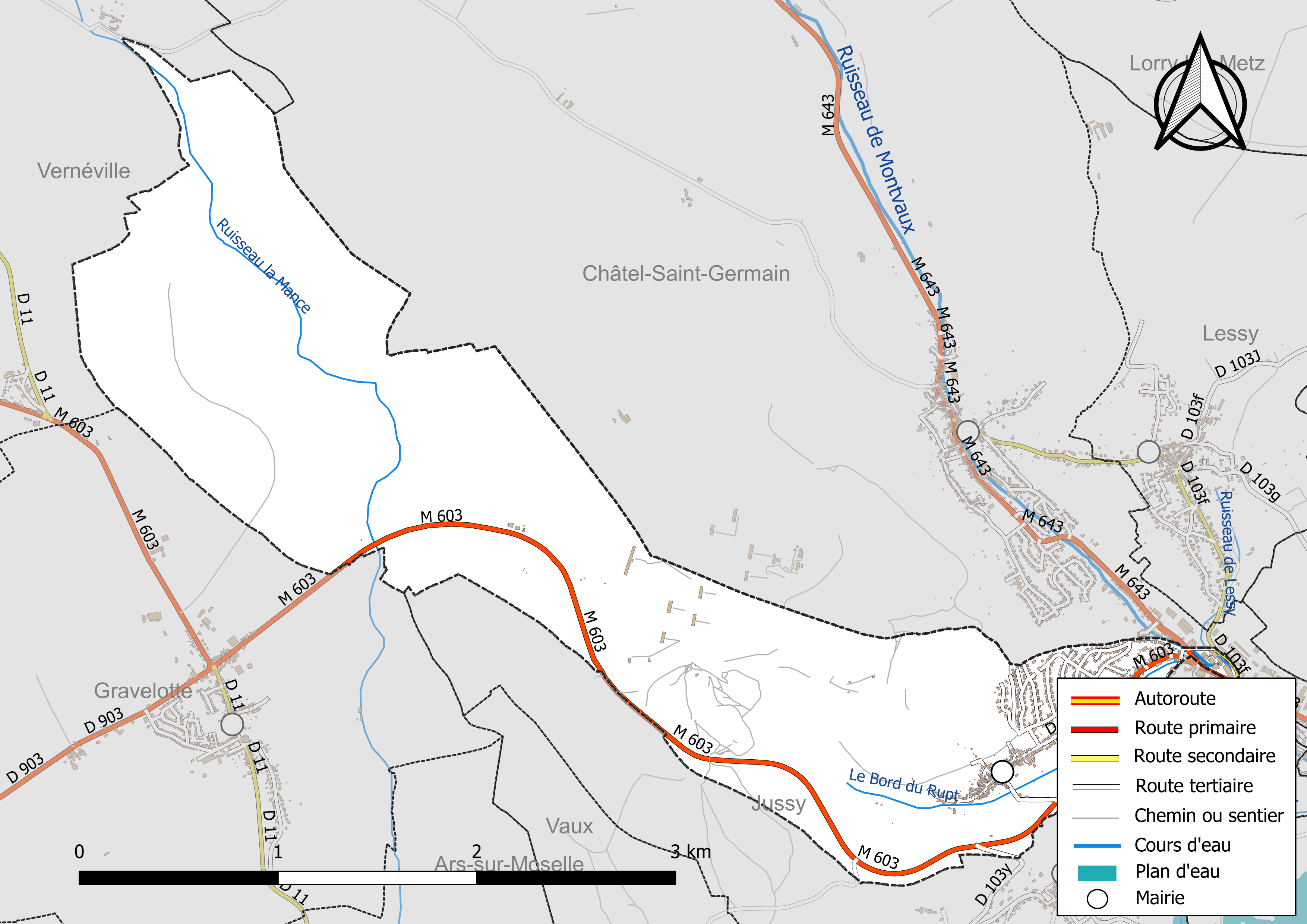
Réseaux hydrographique et routier de Rozérieulles.

La qualité des eaux des principaux cours d’eau de la commune, notamment du ruisseau de Montvaux, peut être consultée sur un site spécial géré par les agences de l’eau et l’Agence française pour la biodiversité.

### Climat
Pour des articles plus généraux, voir Climat du Grand Est et Climat de la Moselle.
En 2010, le climat de la commune est de type climat des marges montargnardes, selon une étude du Centre national de la recherche scientifique s'appuyant sur une série de données couvrant la période 1971-2000. En 2020, Météo-France publie une typologie des climats de la France métropolitaine dans laquelle la commune est exposée à un climat semi-continental et est dans la région climatique  Lorraine, plateau de Langres, Morvan, caractérisée par un hiver rude (1,5 °C), des vents modérés et des brouillards fréquents en automne et hiver. 
Pour la période 1971-2000, la température annuelle moyenne est de 9,5 °C, avec une amplitude thermique annuelle de 16,4 °C. Le cumul annuel moyen de précipitations est de 767 mm, avec 12,6 jours de précipitations en janvier et 9,1 jours en juillet. Pour la période 1991-2020, la température moyenne annuelle observée sur la station météorologique de Météo-France la plus proche, « Metz-Frescaty », sur la commune d'Augny à 6 km à vol d'oiseau, est de 11,1 °C et le cumul annuel moyen de précipitations est de 713,5 mm. 
La température maximale relevée sur cette station est de 39,7 °C, atteinte le 25 juillet 2019 ; la température minimale est de −23,2 °C, atteinte le 17 février 1956,,. 
Les paramètres climatiques de la commune ont été estimés pour le milieu du siècle (2041-2070) selon différents scénarios d'émission de gaz à effet de serre à partir des nouvelles projections climatiques de référence DRIAS-2020. Ils sont consultables sur un site spécial publié par Météo-France en novembre 2022.

## Urbanisme

### Typologie
Au 1er janvier 2024, Rozérieulles est catégorisée ceinture urbaine, selon la nouvelle grille communale de densité à sept niveaux définie par l'Insee en 2022.
Elle appartient à l'unité urbaine de Metz, une agglomération intra-départementale regroupant 42  communes, dont elle est une commune de la banlieue,,. Par ailleurs la commune fait partie de l'aire d'attraction de Metz, dont elle est une commune de la couronne,. Cette aire, qui regroupe 245 communes, est catégorisée dans les aires de 200 000 à moins de 700 000 habitants,.

### Occupation des sols
L'occupation des sols de la commune, telle qu'elle ressort de la base de données européenne d’occupation biophysique des sols Corine Land Cover (CLC), est marquée par l'importance des forêts et milieux semi-naturels (62,9 % en 2018), une proportion sensiblement équivalente à celle de 1990 (63,1 %). La répartition détaillée en 2018 est la suivante : 
forêts (44,7 %), terres arables (28,5 %), milieux à végétation arbustive et/ou herbacée (18,2 %), zones urbanisées (8,5 %). L'évolution de l’occupation des sols de la commune et de ses infrastructures peut être observée sur les différentes représentations cartographiques du territoire : la carte de Cassini (XVIIIe siècle), la carte d'état-major (1820-1866) et les cartes ou photos aériennes de l'IGN pour la période actuelle (1950 à aujourd'hui).

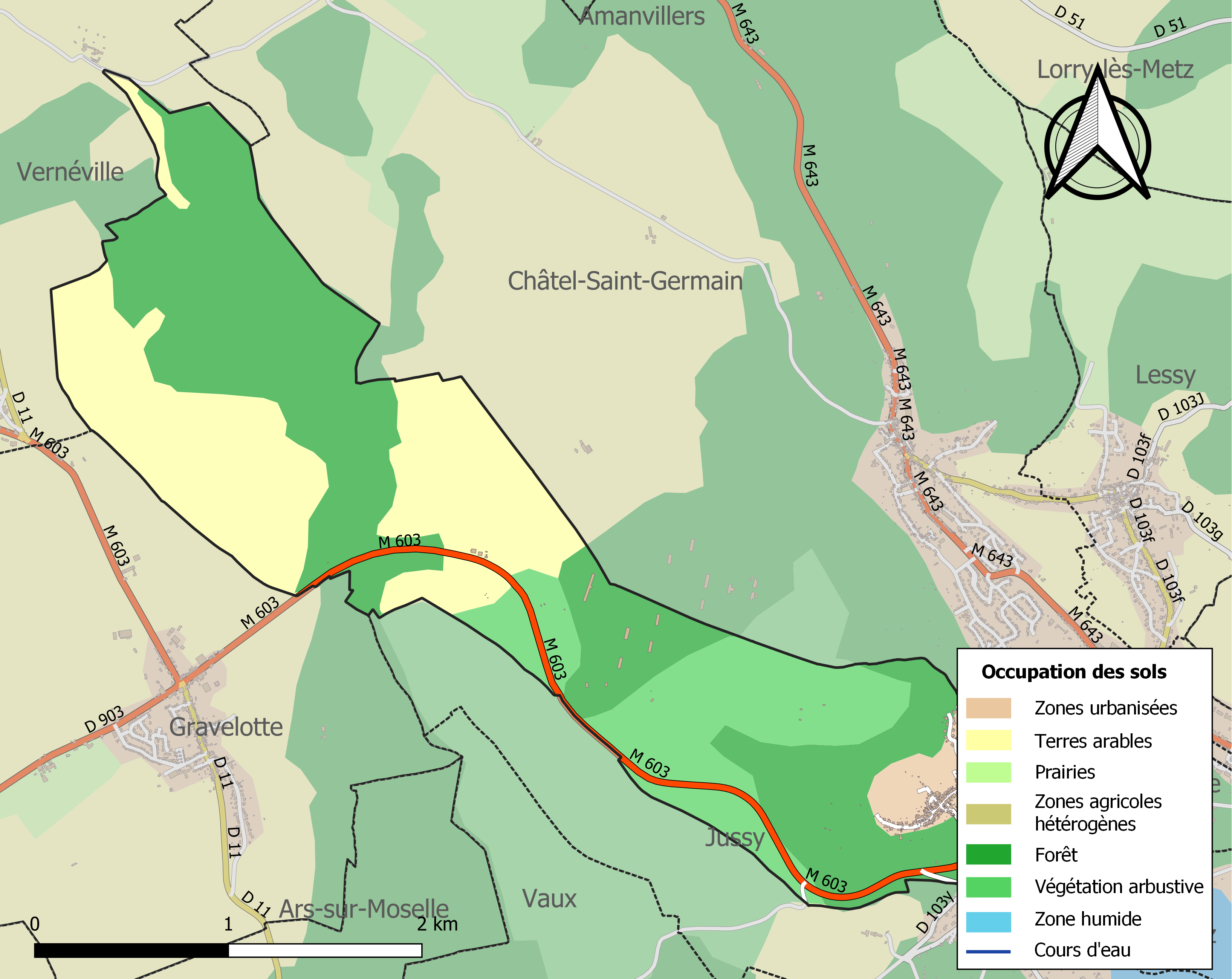
Carte des infrastructures et de l'occupation des sols de la commune en 2018 (CLC).

## Toponymie
- Roserulis (1161) ; Roserueles (1200) ; Roserioles (1221) ; Rouzeruelle (1250) ; Rosereules (1252) ; Rozeruelle (1300) ; Rouzeireulle (1386) ; Rouzeirielle (1398) ; Rouzerieulle (XVe siècle) ;  Rouzeruelle (1404) ; Roséluire (1408) ; Rouzerruelle (1417) ; Rouserieule (1475) ; Rozerieulle (1487) ; Rouserieulles (1517) ; Rouzerieulles (1530) ; Rozernieulle (1544) ; Rougerieulles (1554) ; Roserieulle (1602) ; Rosserieulle (XVIIIe siècle) ; Roselieur (1756) ; Roselièvre (1756) ; Rozerieulles (1793) ; Roseringen (1915–1918 et 1940–1944).
- En lorrain : Rouselieur.

## Histoire

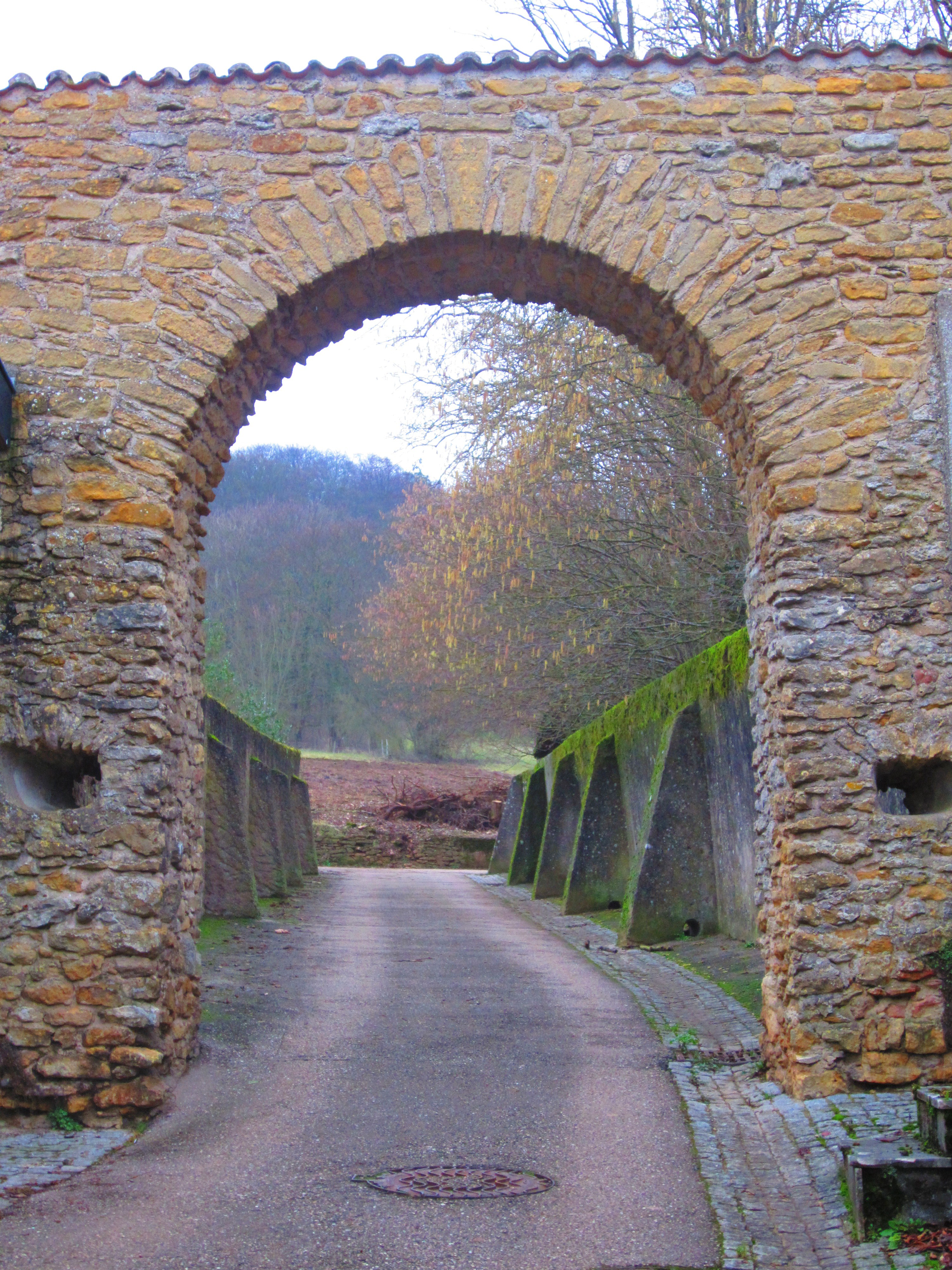
Porte de fortifications.

C'est un ancien village de vignerons sur la voie romaine de Verdun à Metz (nommée à l'époque Divodurum Mediomatricorum).
Au Moyen Âge, Rozérieulles dépendait de l'ancien pays messin. Les familles messines y possédaient d'importants domaines. S'y trouvait également un prieuré de l'abbaye de Mouzon (Ardennes).
En 1817, Rozérieulles, village de l'ancienne province des Trois-Évêchés, avait pour annexes la ferme de Maison-Neuve et les moulins de Longeau et de Bazin. À cette époque il y avait 488 habitants répartis dans 81 maisons.

## Annexions allemandes

### En 1871
La commune est annexée par l'Allemagne de 1871 à 1918. En 1895, une « Aussichtsturm », mesurant 35 mètres de hauteur, est construite sur l'emplacement actuel du fort Jeanne-d'Arc pour offrir une vue sur le champ de bataille de Gravelotte. Elle est détruite dix ans plus tard, car elle constituait un point de repère trop facilement identifiable, indiquant l'emplacement du fort. Rozérieulles faisait alors partie de l'arrondissement de Metz-Campagne. La commune redevient française après le traité de Versailles en 1919.

### Seconde Guerre mondiale
Annexée de nouveau en juillet 1940, la commune n'est pas épargnée par les bombardements américains en 1944. Le bombardement du 23 mai 1944 notamment, qui détruit totalement le château Clément, fait de nombreuses victimes civiles. Comme Metz, Rozérieulles n'est libérée qu'à l'issue de la bataille de Metz, le 20 novembre 1944. Au cours de cette bataille, le 6 septembre 1944, les 5e et 90e divisions de la IIIe armée américaine, qui approchaient de Metz par l’ouest, tombent sur une nouvelle ligne de défense allemande. Soutenue par les forts Jeanne-d’Arc à l’ouest, Driant au sud et François de Guise au nord, la 462e Volksgrenadier division de la Ire armée allemande alignait plus de 10 000 soldats. Le feu combiné des forts allemands arrête nette l’avance américaine. Le 16 septembre 1944, l’attaque du 2e bataillon du 357e Infantry Regiment sous un feu nourri de mortiers se solde par de lourdes pertes. Devant la pugnacité des troupes d’élite de la 462e Volks-Grenadier-Division, le général McLain décide de suspendre les attaques, en attendant de nouveaux plans de l’état-major. Les troupes allemandes profitent de cette accalmie dans les combats pour se réorganiser. Des troupes de réserves de la 462e Division relèvent dans les forts du secteur les troupes d’élites de Siegroth. Lorsque les hostilités reprennent, les soldats de la 462e Volksgrenadier division tiennent toujours solidement les forts de Metz. Le 9 novembre 1944, l'Air Force envoie pas moins de 1 299 bombardiers lourds B-17 et B-24, déverser 3 753 tonnes de bombes, de 1 000 à 2 000 livres, sur les ouvrages fortifiés et les points stratégiques situés dans la zone de combat de la IIIe armée. La plupart des bombardiers ayant largué leurs bombes sans visibilité, à plus de 20 000 pieds, les objectifs militaires ont souvent été manqués, faisant, comme à Rozérieulles, des dégâts collatéraux. Mi-novembre, une nouvelle tentative est entreprise par les XIIe et XXe corps d’armée américains pour prendre les fortifications de Metz en tenaille. L’attaque se concentre sur le groupe fortifié Jeanne-d’Arc, qui finit par être encerclé par les troupes américaines et neutralisé. Fin novembre, trois forts tombent aux mains de la 2d Infantry Division de l’armée américaine. Le groupe fortifié du Saint-Quentin, le fort de Plappeville et le groupe fortifié Driant se rendent à leur tour les 6, 7 et 8 décembre 1944. Le 13 décembre 1944, le groupe fortifié Jeanne-d’Arc est le dernier à se rendre. L’objectif de l’état-major allemand, qui était de gagner du temps en fixant le plus longtemps possible les troupes américaines en avant de la ligne Siegfried, sera donc largement atteint.

## Politique et administration
| Période                                  | Période   | Identité             | Étiquette | Qualité              |
| ---------------------------------------- | --------- | -------------------- | --------- | -------------------- |
| mars 1995                                | mars 2001 | Marie-Louise Diebold | UDF       | Conseillère générale |
| mars 2001                                | En cours  | Roger Peultier       |           |                      |
| Les données manquantes sont à compléter. |           |                      |           |                      |

## Démographie
L'évolution du nombre d'habitants est connue à travers les recensements de la population effectués dans la commune depuis 1793. Pour les communes de moins de 10 000 habitants, une enquête de recensement portant sur toute la population est réalisée tous les cinq ans, les populations de référence des années intermédiaires étant quant à elles estimées par interpolation ou extrapolation. Pour la commune, le premier recensement exhaustif entrant dans le cadre du nouveau dispositif a été réalisé en 2007.

En 2022, la commune comptait 1 330 habitants, en évolution de −3,41 % par rapport à 2016 (Moselle : +0,52 %, France hors Mayotte : +2,11 %).
| 1793 | 1800 | 1806 | 1821 | 1836 | 1841 | 1861 | 1866 | 1871 |
| ---- | ---- | ---- | ---- | ---- | ---- | ---- | ---- | ---- |
| 419  | 435  | 503  | 499  | 580  | 598  | 681  | 671  | 581  |

| 1875 | 1880 | 1885 | 1890 | 1895 | 1900 | 1905 | 1910 | 1921 |
| ---- | ---- | ---- | ---- | ---- | ---- | ---- | ---- | ---- |
| 530  | 553  | 544  | 543  | 517  | 627  | 757  | 527  | 433  |

| 1926 | 1931 | 1936 | 1946 | 1954 | 1962 | 1968 | 1975  | 1982  |
| ---- | ---- | ---- | ---- | ---- | ---- | ---- | ----- | ----- |
| 456  | 484  | 502  | 475  | 567  | 961  | 923  | 1 115 | 1 057 |

| 1990 | 1999  | 2006  | 2007  | 2012  | 2017  | 2022  | - | - |
| ---- | ----- | ----- | ----- | ----- | ----- | ----- | - | - |
| 916  | 1 326 | 1 347 | 1 350 | 1 393 | 1 383 | 1 330 | - | - |

## Vie locale

### Enseignement
Les élèves de la commune relèvent de l'académie de Nancy-Metz.
Le village possède une école maternelle et une école élémentaire. Après, les enfants rozérieullois rejoignent le collège Albert-Camus de Moulins-lès-Metz.

## Culture locale et patrimoine

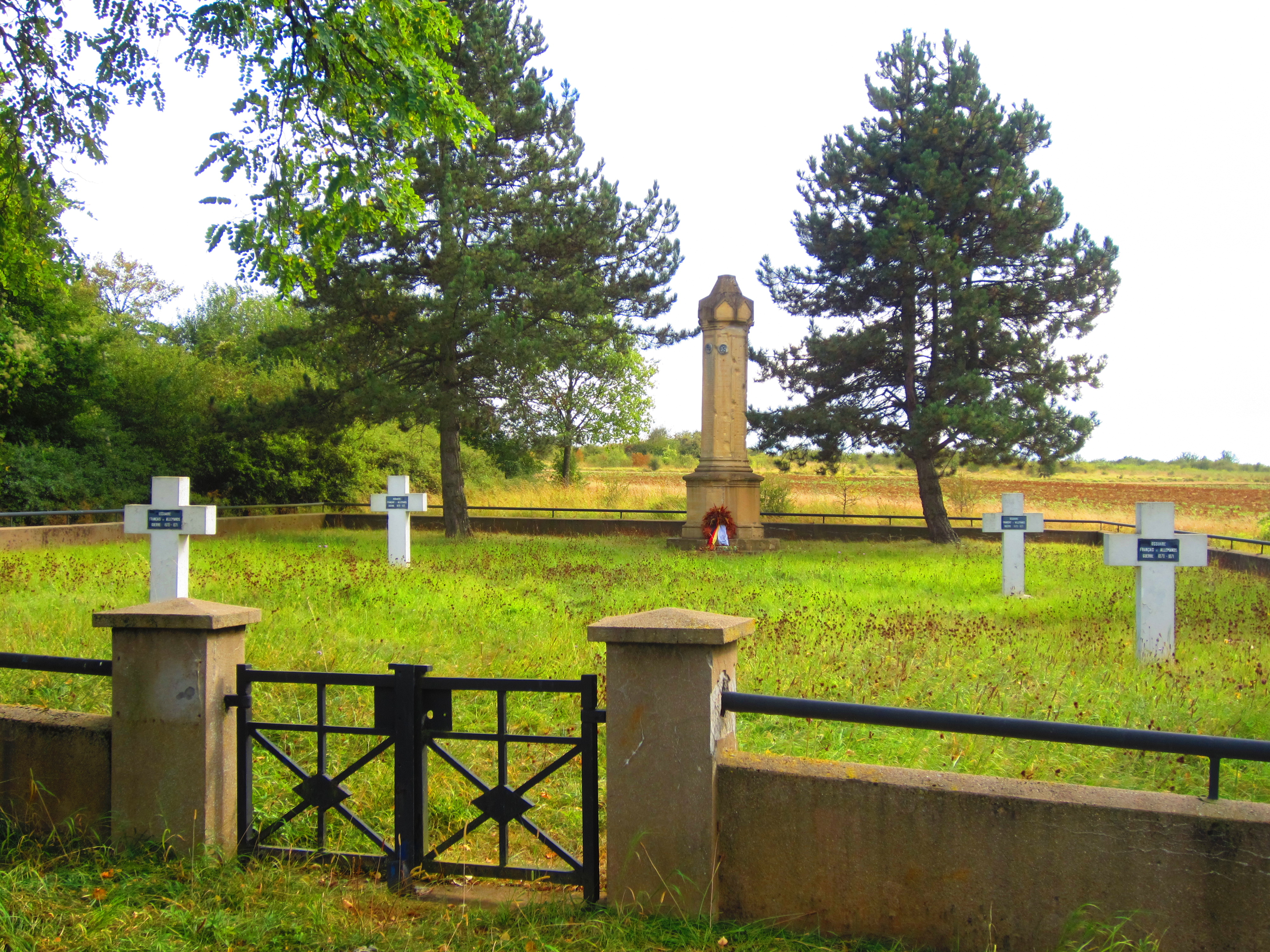
Cimetière militaire franco-allemand.

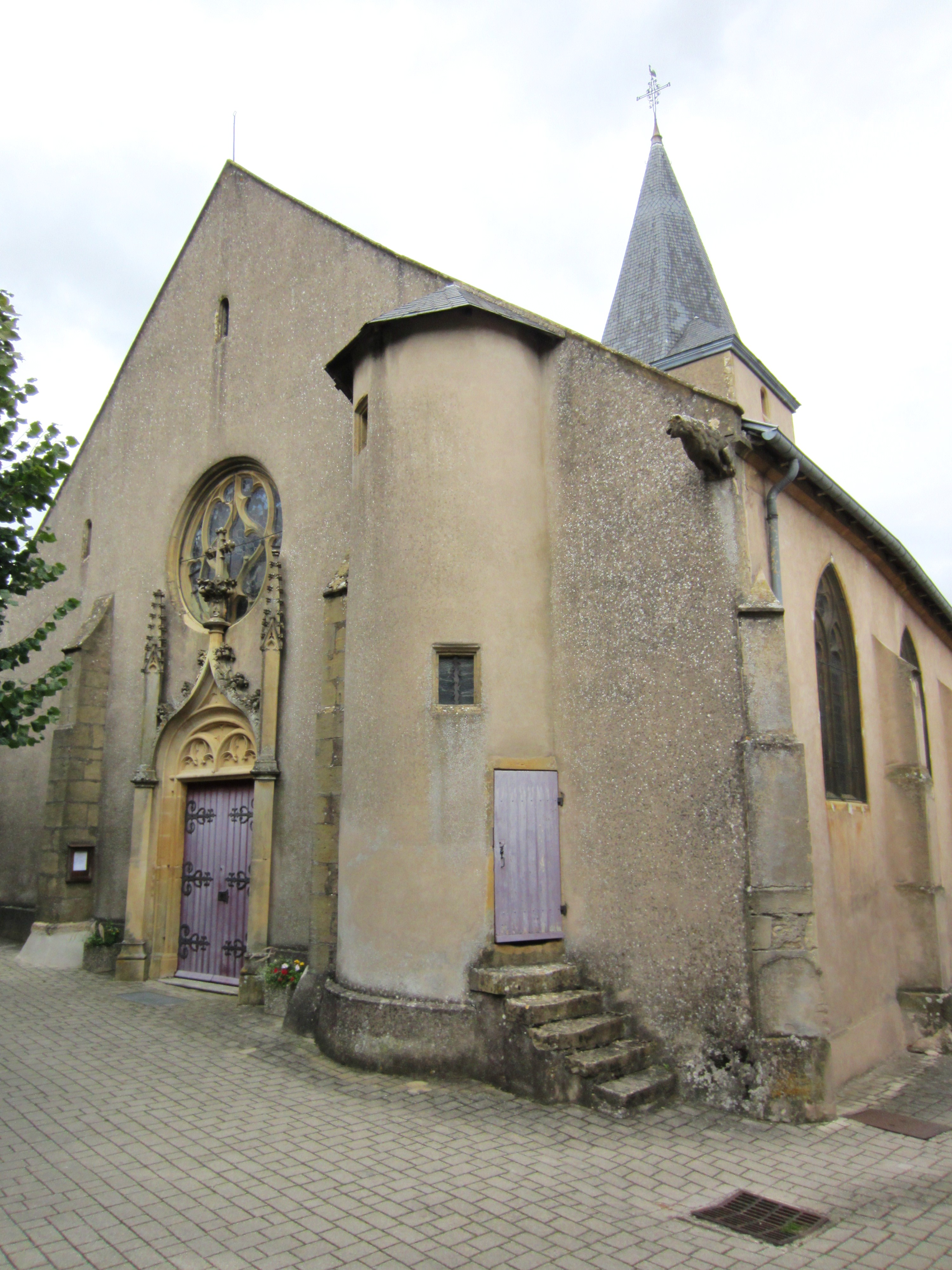
Église Saint-Rémi.

### Lieux et monuments
- Maisons anciennes.
- Restes des fortifications.
- Lieux-dits Fosses Machot et Purgatoire, sur les hauteurs de Rozérieulles.
- Cimetière militaire franco-allemand de Rozérieulles.

#### Édifices religieux
- Église Saint-Rémi de Rozérieulles (XIIIe siècle/XVe siècle, inscrite à l'Inventaire des monuments historiques)[25] : 3 nefs de 3 travées ; Vierge à l'Enfant en pierre de Jaumont du XVe siècle[26] ; croix de procession du XVIIIe siècle[27] ; groupe sculpté fin XVe siècle[28].
- Façade de la chapelle romane (XIIe siècle) du prieuré.

### Personnalités liées à la commune
- Guillaume Lepéduchelle (1740-1824), général des armées de la République, mort dans la commune.

### Héraldique
| Blason de Rozérieulles | Blason  | De gueules à la rose d'argent boutonnée du champ, feuillée de sinople, accompagnée de trois besants d'or, le premier chargé d'une croix pattée |
| Blason de Rozérieulles | Détails | Le statut officiel du blason reste à déterminer.                                                                                               |